# Frederic I Gonzaga
Frederic I Gonzaga, dit il Gobbo («el geperut»), (Màntua, 25 de juny del 1441 - 14 de juliol del 1484) fou el tercer marquès de Màntua. Va dedicar la seva vida a guerrejar a favor del Ducat de Milà.

## Biografia
Fill del marquès Lluís III de Màntua i e la seva esposa Bàrbara de Brandeburg. Entre els seus mestres de la infantesa hi havia tres deixebles de Vittorino da Feltre: Iacopo da San Cassiano, Ognibene Bonisoli (Ognibene da Lonigo) i Bartolomeo Sacchi.
Frederic es va casar el 6 de juny del 1463 amb Margarida de Baviera, filla del duc Albert III de Wittelsbach. Aquest matrimoni va ser probablement arranjat per la mare, Bàrbara de Brandeburgo, que d'aquesta manera mantenia el marquesat dins l'òrbita alemanya. Sembla que aquesta unió no va plaure a Frederic, que era un home intel·ligent, de gran cultura i amant de les arts, mentre que la núvia tenia fama d'escassa elegància tant en el fet com en el vestir. Algunes fonts, no confirmades, li van atribuir al marquès una història d'amor amb una jove del poble, relació sobre la qual els historiadors actuals es mostren escèptics.
Va assumir el poder el 14 de juny del 1478, tres dies després de la mort del seu pare. Des del punt de vista polític Frederic va continuar amb la línia d'amistat amb Milà seguida pel seu pare; ja abans de ser nomenat marquès, havia militat com a comandant de les tropes milaneses. La seva tasca al servei de Milà el va tenir allunyat de Màntua durant freqüents períodes, durant els quals l'administració del marquesat va ser confiada a Eusebio Malatesta, mentre que el comandament de les tropes de Màntua quedaven sota control de Francesco Secco d'Aragó, casat amb la seva germana Caterina. Frederic va participar en diverses operacions militars de defensa del Ducat de Milà i generalment contra la República de Venècia, que en aquells anys mantenia una política molt agressiva. Durant una d'aquestes missions el seu cunyat, Francesco Secco, va ocupar Asola (que s'havia posicionat a favor de Venècia), també promoguda pel papa Sixt IV (que era partidari de la lliga contra Venècia). Després es va estipular una treva entre les parts en conflicte i, Lluís el Moro, duc regent de Milà, va fer el lliurament d'Asola i dels altres territoris ocupats, cosa que va disgustar Frederic. El marquès estava ja malalt i sembla que la pena per la pèrdua de les terres acabades de conquerir va precipitar la seva mort, esdevinguda el 14 de juliol del 1484.
El 1478 va encarregar a l'arquitecte Luca Fancelli la construcció d'un palau, que van anomenar la Domus Nova i que més endavant seria el palau ducal de Màntua, amb la façana de cara al llac. Les obres estarien acabades el mateix any de la mort del marquès.
En una ocasió va haver de superar un intent d'enverinament per part dels seus germans, Gianfrancesco i Rodolfo, que per ambició de poder volien substituir-lo.
Frederic va ser sepultat a l'església de sant Andreu de Màntua.

## Descendència
Frederic i Margarida Wittelsbach de Baviera van tenir sis fills:
- Francesc II (1466 – 1519), quart marquès de Màntua;
- Segimon (1469 - 1523), cardenal el 1505, bisbe de Màntua el 1511;
- Joan (1474 – 1525), condottiero (cap militar) cap dels "Gonzaga de Vescovato"; casat amb Laura Bentivoglio de Bolonia.
- Clara (1464 - 1503), casada amb Gilbert de Borbó, comte de Montpensier;
- Magdalena (†1490), casada amb Joan Sforza, senyor de Pesaro;
- Isabel (ca 1471 - 1526), casada amb Guidobald I Montefeltro, duc d'Urbino.